# Simpangan (Simpang)
Simpangan is een bestuurslaag in het regentschap Ogan Komering Ulu Selatan van de provincie Zuid-Sumatra, Indonesië. Simpangan telt 1559 inwoners (volkstelling 2010).